# Jakov Lind
Jakov Lind (n. 10 februarie 1927, Viena, Republica Austriacă – d. 16 februarie 2007, Londra, Anglia, Regatul Unit) a fost un scriitor, profesor, regizor de film, dramaturg și pictor austriac și britanic.

## Biografie și carieră
Jakov Lind s-a născut la 10 februarie 1927, în Viena, Republica Austriacă.
Ca fiu provenind din părinți evrei din Europa de Est, Jakov Lind a crescut în Viena, unde și-a petrecut primii ani de școală. Când părinții lui au emigrat în Palestina în 1938, el a fost evacuat în Olanda cu un transport pentru copii. Apoi a trăit acolo ascuns când Germania nazistă a invadat Țările de Jos la 10 mai 1940. În ultimii ani ai războiului, 1943-1945, a lucrat sub numele Jan Gerrit Overbeek pe un tractor Rin și la scurt timp înainte de război ca un curier pentru o agenție a Ministerului Aerului.
După ce războiul s-a încheiat în 1945, Jakov Lind a emigrat în Palestina, unde a avut diferite lucruri ocazionale (pescar, muncitor în construcții, vânzător, fotograf, detectiv, jurnalist, traducător, regizor secund). În 1950, Lind s-a întors la Viena prin Amsterdam și a petrecut doi ani studiind la seminarul Max Reinhardt. În 1954 s-a mutat la Londra și a trăit de atunci temporar, în New York și în Deià din Mallorca.
Adeseori, Lind a  călătorit în Israel, Scandinavia, Franța și Italia, și a fost profesor invitat de scriere creativă la universitățile americane. În 1962 a citit pentru prima dată în timpul unei întâlniri a Grupului 47, la întâlnirile căruia a fost invitat mai târziu de mai multe ori. De la începutul anilor 1970 s-a dedicat intens picturii de acuarelă și a avut numeroase expoziții și misiuni de predare. A decedat la 16 februarie 2007, în Londra, Regatul Unit.

## Lucrări scrise
În Israel, Jakov Lind a început să scrie și să publice primele sale povestiri și narațiuni autobiografice. Prima sa publicare de carte în țările vorbitoare de limbă germană a fost în 1962, cu volumul narativ Eine Seele aus Holz. Printre altele, cele șapte povestiri ale lui Lind se ocupă de experiențele sale legate de emigrare. Lucrarea sa a fost primită mai ales pozitiv.
Cea de-a doua publicație majoră a sa, din 1963, a fost romanul Landschaft in Beton. Cu acest roman Lind a reușit să atragă din nou publicul intelectual, dar recunoașterea generală a fost limitată.
Povestirile sale au fost traduse în limbile engleză, germană, daneză, suedeză, olandeză, franceză, italiană, norvegiană, finlandeză, spaniolă, maghiară și cehă. Opera sa a fost adaptată în piese de teatru, opere și filme. A fost publicată și o colecție de eseuri despre viața și scrierile sale, Writing After Hitler: the Work of Jakov Lind, cu sensul de Scriind după Hitler: Opera lui Jakov Lind (2001).
A scris și literatură științifico-fantastică ca Travels to the Enu: Story of a Shipwreck (1982) publicat în limba germană ca Reisen zu den Enu: die Geschichte eines Schiffbruchs (1983)  sau povestirea scurtă Reise durch die Nacht (1962)  tradusă în engleză în 2003 ca Journey Through the Night.

### Proză
- Das Tagebuch des Hanan Edgar Malinek (cu sensul de Jurnalul lui Hanan Edgar Malinek), publicat în Ashmoret 1949
- Eine Seele aus Holz  1962
- Landschaft in Beton, Roman,   1963
- Eine bessere Welt. In fünfzehn Kapiteln, Roman,  1966
- Counting My Steps (1969)
- Muttersprache.   1970
- Selbstporträt  1970
- Israel. Rückkehr für 28 Tage 1972
- Nahaufnahme  1973
- Der Ofen. Eine Erzählung und sieben Legenden  1973
- Reisen zu den Enu. Die Geschichte eines Schiffbruchs 1983, ISBN 3-85446-085-6
- Der Erfinder. Ein Roman in Briefen, 1988, ISBN 3-423-12396-6
- Im Gegenwind 1997, ISBN 3-85452-410-2

### Teatru radiofonic
- Anna Laub, SDR și  NDR 1964
- Das Sterben der Silberfüchse, NDR 1965; publicat în: Die Heiden – Das Sterben der Silberfüchse, Hermann Luchterhand Verlag, Neuwied und Berlin 1965
- Hunger, HR, BR, SWF 1967; Angst, BR, SWF 1968; publicat în: Angst und Hunger – Zwei Hörspiele, Verlag Klaus Wagenbach, Berlin 1968
- Stimmen, BR 1970
- Safe, HR 1974
- Die Nachricht, ORF-Burgenland 1975
- Auferstehung, SFB 1985
- Perfekte Partner, ORF 1997

### Piese de teatru
- Die Heiden Uraufführung 1964
- Ergo 1997 (în engleză, 1968)

### Filme
- Die Öse, 1964
- Thema und Variationen, 1977

## Vezi și
- Listă de scriitori de literatură științifico-fantastică
- Listă de scriitori de limbă germană
- Științifico-fantasticul în Austria